# Tosterup slot
Tosterup (før 1658 dansk: Tostrup slot) er et slot i det tidligere Ingelstad herred, Skåne, Sverige ca. 12 km nordøst for Ystad.
Slottets ældst kendte ejer var Axel Eskildsen af Muleslægten. Han levede omkring 1330. Gennem hans datter Barbara skal slottet være kommet til hendes mand, Torkild Nielsen Brahe til Gyllebo. Han måtte flygte og fortabte sit gods, anklaget for mord. Tostrup skal omkring 1440 være tilbageleveret til slægten og tilfaldet sønnesønnen Axel Pedersen; men dette er omstridt. Dennes sønnesøn Axel Pedersen Brahe vides derimod at være ejer af Tostrup. Hans sønnesøn Jørgen Thygesen Brahe (død 1565) opførte slottets høje tårn. Slottet gik i arv på slægtens sværdside frem til 1640. Da tilfaldt det efter Tyge Axelsens død Otte Tagesen Thott, den skånske konge.
Det blev 1688 solgt til Rutger von Ascheberg. Tosterup ejes nu af Jörgen Ehrensvärd.

## Tosterup ejere frem til 1688
| Begyndelsen af 1300-tallet: - Axel Eskildsen Mule 1300-talet: - ? - ? (svigersøn) Torkild Nielsen Brahe til Gyllebo - ? - ? Anders Jacobsen Grim - ? - ? (søn) Jens Andersen Grim - ? - ? Peder Torkildsen Brahe - ? - ? (søn) Axel Pedersen Brahe - ? - 1441 (søn) Peder Axelsen Brahe - 1441 - 1487 (søn) Axel Pedersen Brahe g.m. Maren Tygesdatter Lunge - 1487 - 1523 (søn) Thyge Axelsen Brahe, g.m. 1. Magdalene Krognos, 2. Sophie Rud | - 1523 - 1565 (søn) Jørgen Thygesen Brahe, g.m. Inger Oxe - 1565 - 1571 (bror) Otte Thygesen Brahe, g.m. Beate Clausdatter Bille - 1571 - 1601 (søn) Jørgen Ottesen Brahe, g.m. Ingeborg Parsberg - 1601 - 1611 (søn) Tønne Jørgensen Brahe - 1611 - 1615 (farbror) Knud Ottesen Brahe, g.m. Margrete Eriksdatter Lange - 1615 - 1616 (bror) Axel Ottesen Brahe, g.m. 1. Mette Gøye, 2. Kirsten Hardenberg - 1616 - 1640 (søn) Thyge Axelsen Brahe, g.m. Birgitte Brock - 1640 - 1656 Ved køb Otte Tagesen Thott, g.m. 1. Jytte Gyldenstierne, 2. Dorte Rosenkrantz - 1656 - 1688 (datter) Jytte Thott, g.m. Jørgen Krabbe (død 1678) - 1688 - ? (svoger) Just Høg |